# بارستو، شهرستان فرسنو، کالیفرنیا
بارستو (به انگلیسی: Barstow) یک منطقهٔ مسکونی در ایالات متحده آمریکا است که در شهرستان فرسنو، کالیفرنیا واقع شده‌است. بارستو ۸۴ متر بالاتر از سطح دریا واقع شده‌است.